# Cal·lionímids
Els cal·lionímids (Callionymidae) són una família de peixos petits pertanyents a l'ordre dels perciformes present a totes les mars càlides i temperades. Agrupa 186 espècies repartides en 18 gèneres. Són espècies marines, bentòniques i costaneres, que prefereixen els fons fangosos i sorrencs.
Mengen petits invertebrats bentònics.
Pot haver-hi fecundació interna, però alliberen els ous quan són fecundats.

## Morfologia
La longitud màxima és de 25 cm. Tenen el cos fusiforme, aplanat i allargat, sense escames. El cap és ample i una mica deprimit. Els ulls i les obertures branquials són situats a la part superior del cap. La línia lateral està formada per porus. Tenen dues aletes dorsals contigües (la primera més curta que la segona en les femelles, i més llarga en els mascles, en els quals constitueixen, juntament amb les coloracions brillants de la lliurea, un distintiu nupcial clar). Les aletes pectorals, àmplies, es troben per darrere de les ventrals. Les aletes ventrals són jugulars. El mascle té un fibló preopercular de diverses puntes, el qual empra per a la defensa i per a subjectar la femella durant la fresa. Presenten dimorfisme sexual (la femella és més petita i de coloracions més suaus i uniformes que el mascle.

## Taxonomia
- Gènere Anaora (Gray, 1835)
  - Anaora tentaculata (Gray, 1835)
- Gènere Bathycallionymus (Nakabo, 1982)
  - Bathycallionymus kaianus (Günther, 1880)
  - Bathycallionymus sokonumeri (Kamohara, 1936)
- Gènere Callionymus (Linnaeus, 1758)
- Gènere Calliurichthys
  - Calliurichthys izuensis (Fricke & Zaiser Brownell, 1993)
  - Calliurichthys scaber (McCulloch, 1926)
- Gènere Dactylopus (Gill, 1859)
  - Dactylopus dactylopus (Valenciennes, 1837)
  - Dactylopus kuiteri (Fricke, 1992)
- Gènere Diplogrammus (Gill, 1865)
  - Diplogrammus goramensis (Bleeker, 1858)
  - Diplogrammus gruveli (Smith, 1963)
  - Diplogrammus infulatus (Smith, 1963)
  - Diplogrammus pauciradiatus (Gill, 1865)
  - Diplogrammus pygmaeus (Fricke, 1981)
  - Diplogrammus randalli (Fricke, 1983)
  - Diplogrammus xenicus (Jordan & Thompson, 1914)
- Gènere Draculo (Snyder, 1911)
  - Draculo celetus (Smith, 1963)
  - Draculo maugei (Smith, 1966)
  - Draculo pogognathus (Gosline, 1959)
  - Draculo shango (Davis & Robins, 1966)
- Gènere Eleutherochir (Bleeker, 1879)
  - Eleutherochir mirabilis (Snyder, 1911)
  - Eleutherochir opercularis (Valenciennes, 1837)
- Gènere Eocallionymus (Nakabo, 1982)
  - Eocallionymus papilio (Günther, 1864)
- Gènere Foetorepus (Whitley, 1931)
  - Foetorepus agassizii (Goode & Bean, 1888)
  - Foetorepus australis (Nakabo & McKay, 1989)
  - Foetorepus calauropomus (Richardson, 1844)
  - Foetorepus dagmarae (Fricke, 1985)
  - Foetorepus delandi (Fowler, 1943)
  - Foetorepus garthi (Seale, 1940)
  - Foetorepus goodenbeani (Nakabo & Hartel, 1999)
  - Foetorepus kamoharai (Nakabo, 1983)
  - Foetorepus kanmuensis (Nakabo, Yamamoto & Chen, 1983)
  - Foetorepus kinmeiensis (Nakabo, Yamamoto & Chen, 1983)
  - Foetorepus masudai (Nakabo, 1987)
  - Foetorepus paxtoni (Fricke, 2000)
  - Foetorepus phasis (Günther, 1880)
  - Foetorepus talarae (Hildebrand & Barton, 1949)
  - Foetorepus valdiviae (Trunov, 1981)
- Gènere Minysynchiropus (Nakabo, 1982)
  - Minysynchiropus kiyoae (Fricke & Zaiser, 1983)
- Gènere Neosynchiropus
  - Neosynchiropus bacescui (Nalbant, 1979)
- Gènere Orbonymus (Whitley, 1947)
- Gènere Paracallionymus (Barnard, 1927)
  - Paracallionymus costatus (Boulenger, 1898)
- Gènere Paradiplogrammus (Nakabo, 1982)
  - Paradiplogrammus corallinus (Gilbert, 1905)
  - Paradiplogrammus curvispinis (Fricke & Zaiser Brownell, 1993)
  - Paradiplogrammus parvus (Nakabo, 1984)
- Gènere Protogrammus (Fricke, 1985)
  - Protogrammus antipodus (Fricke, 2006)
  - Protogrammus sousai (Maul, 1972)
- Gènere Pseudocalliurichthys (Nakabo, 1982)
  - Pseudocalliurichthys ikedai (Nakabo, Senou & Aizawa, 1998)
- Gènere Pterosynchiropus (Nakabo, 1982)
- Gènere Repomucenus (Whitley, 1931)
  - Repomucenus calcaratus (Macleay, 1881)
  - Repomucenus huguenini (Bleeker, 1858-1859)
  - Repomucenus koreanus (Nakabo, Jeon & Li, 1987)
  - Repomucenus leucopoecilus (Fricke & Lee, 1993)
  - Repomucenus lunatus (Temminck & Schlegel, 1845)
  - Repomucenus macdonaldi (Ogilby, 1911)
  - Repomucenus olidus (Günther, 1873)
  - Repomucenus ornatipinnis (Regan, 1905)
  - Repomucenus richardsonii (Bleeker, 1854)
  - Repomucenus virgis (Jordan & Fowler, 1903)
- Gènere Synchiropus (Gill, 1859)
  - Synchiropus altivelis (Temminck & Schlegel, 1845)[5]
  - Synchiropus atrilabiatus (Garman, 1899)[6]
  - Synchiropus bartelsi (Fricke, 1981)[7]
  - Synchiropus circularis (Fricke, 1984)[8]
  - Synchiropus claudiae (Fricke, 1990)
  - Synchiropus delandi (Fowler, 1943)
  - Synchiropus grandoculis (Fricke, 2000)[9]
  - Synchiropus grinnelli (Fowler, 1941)[10]
  - Synchiropus hawaiiensis (Fricke, 2000)[9]
  - Synchiropus ijimae (Jordan & Thompson, 1914)[11]
  - Synchiropus kuiteri (Fricke, 1992)
  - Synchiropus laddi (Schultz, 1960)[12]
  - Synchiropus lateralis (Richardson, 1844)[13]
  - Synchiropus lineolatus (Valenciennes, 1837)[14]
  - Synchiropus marmoratus (Peters, 1855)[15]
  - Synchiropus minutulus (Fricke, 1981)[7]
  - Synchiropus monacanthus (Smith, 1935)[16]
  - Synchiropus morrisoni (Schultz, 1960)[12]
  - Synchiropus moyeri (Zaiser & Fricke, 1985)[17]
  - Synchiropus novaecaledoniae (Fricke, 1993)[18]
  - Synchiropus occidentalis (Fricke, 1983)[19]
  - Synchiropus ocellatus (Pallas, 1770)[20]
  - Synchiropus orientalis (Bloch & Schneider, 1801)[21]
  - Synchiropus orstom (Fricke, 2000)[9]
  - Dragó vermell (Synchiropus phaeton) (Günther, 1861)[22]
  - Synchiropus picturatus (Peters, 1877)[23]
  - Synchiropus postulus (Smith, 1963)[24]
  - Synchiropus rameus (McCulloch, 1926)
  - Synchiropus randalli (Clark & Fricke, 1985)[25]
  - Synchiropus richeri (Fricke, 2000)[9]
  - Synchiropus rosulentus (Randall, 1999)[26]
  - Synchiropus rubrovinctus (Gilbert, 1905)[27]
  - Synchiropus sechellensis (Regan, 1908)[28]
  - Synchiropus signipinnis (Fricke, 2000)[9]
  - Peix mandarí (Synchiropus splendidus) (Herre, 1927)[29]
  - Synchiropus springeri (Fricke, 1983)[30]
  - Synchiropus stellatus (Smith, 1963)[24]
  - Synchiropus zamboangana (Seale, 1910)[31]
- Gènere Tonlesapia (Motomura & Mukai, 2006)
  - Tonlesapia tsukawakii (Motomura & Mukai, 2006)[32]

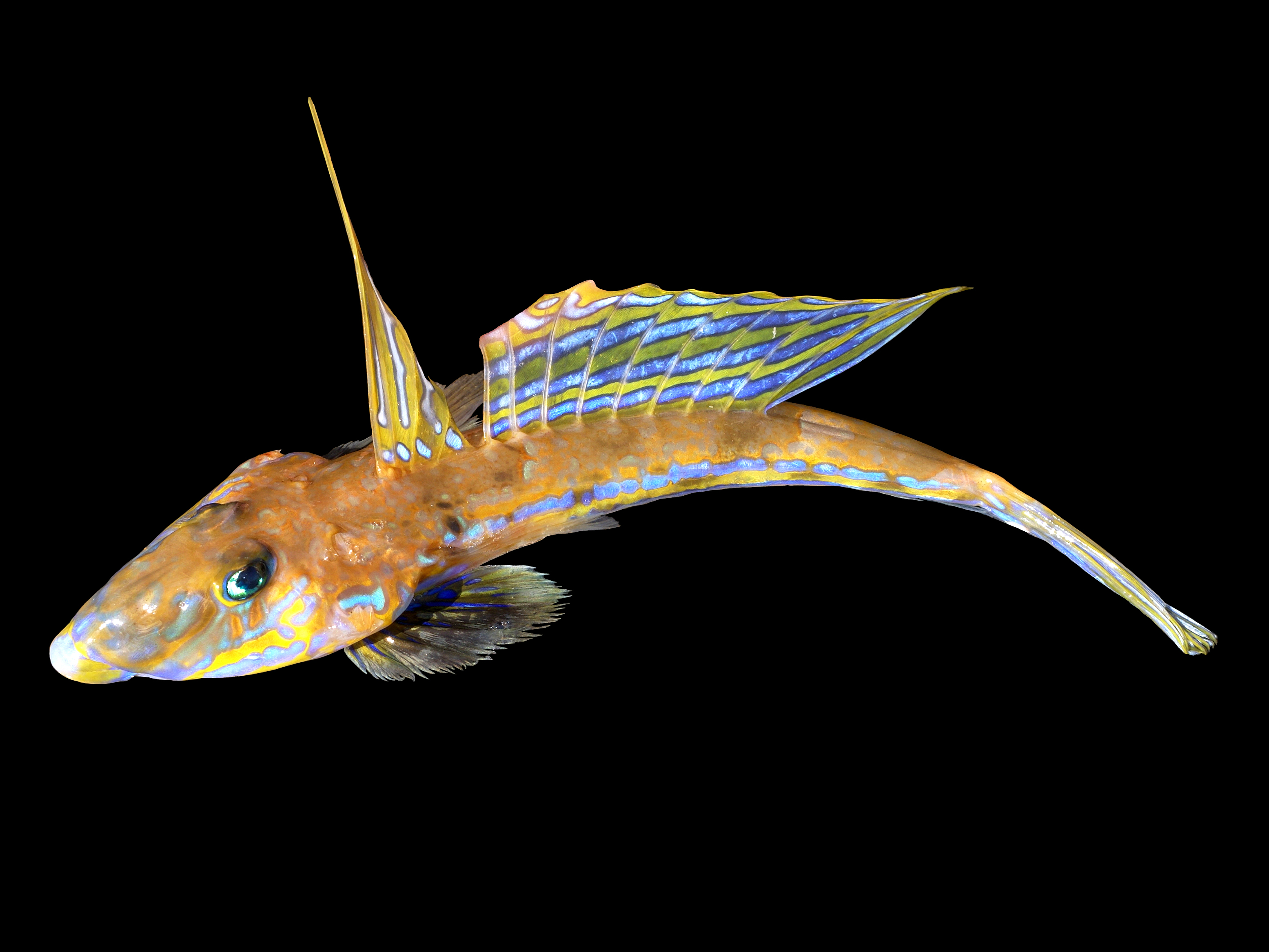
Callionymus lyra fotografiat al sud de la Mar del Nord.
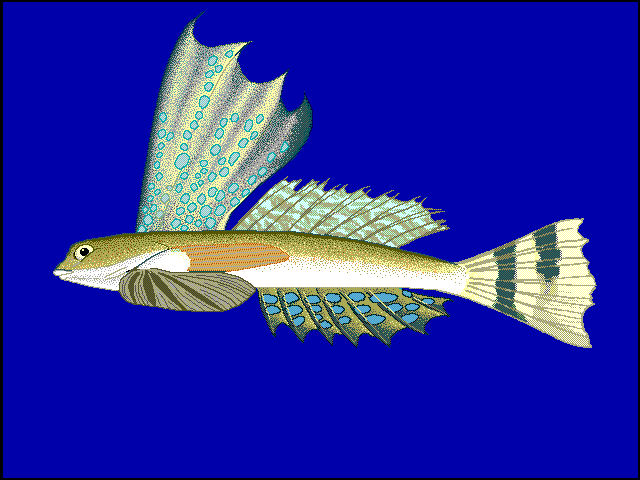
Synchiropus rameus
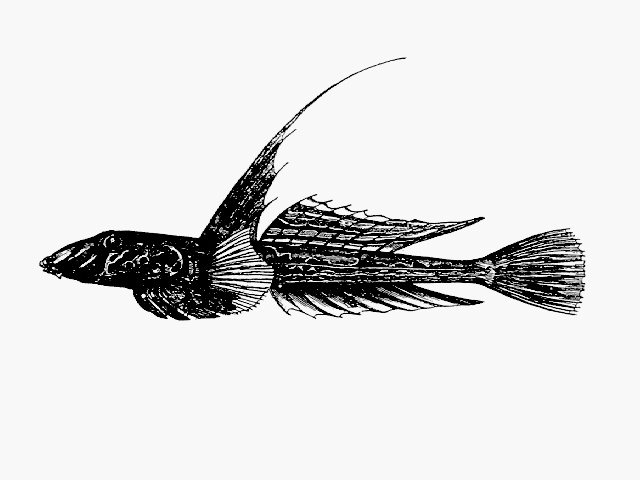
Callionymus lyra
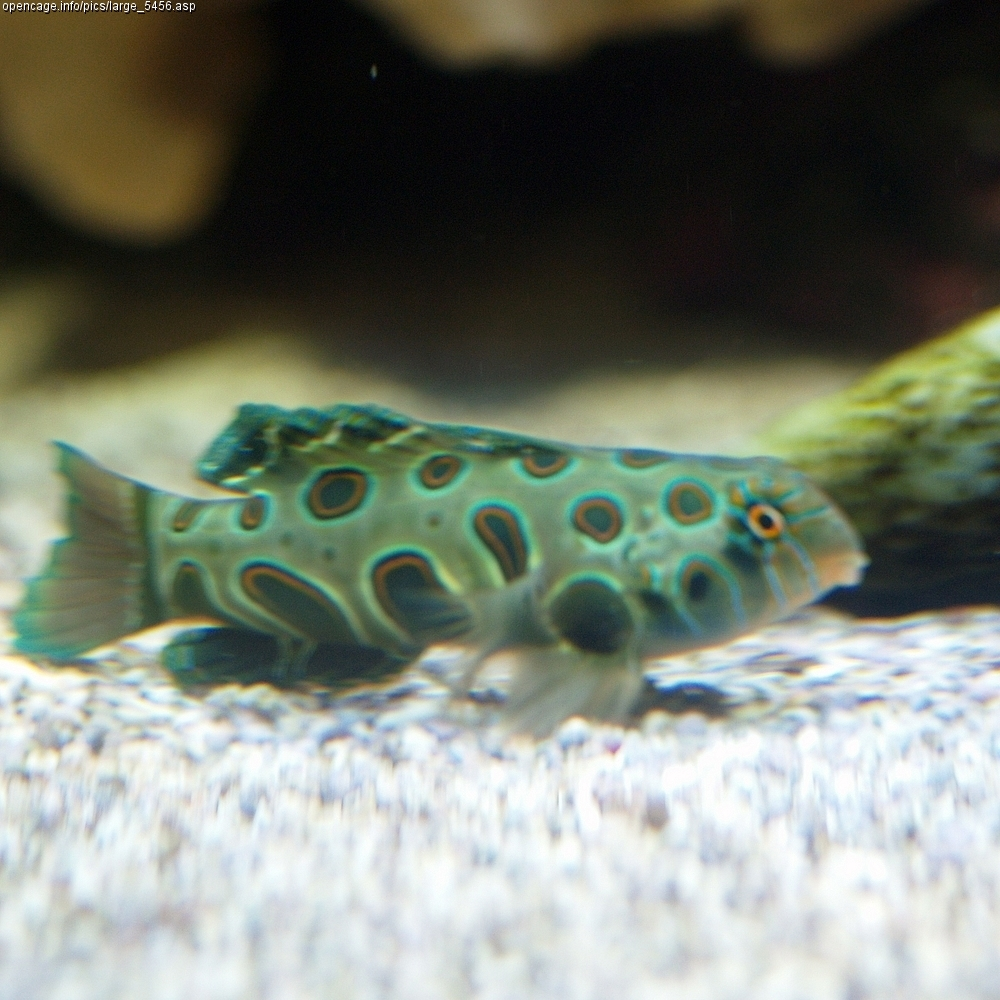
Synchiropus picturatus
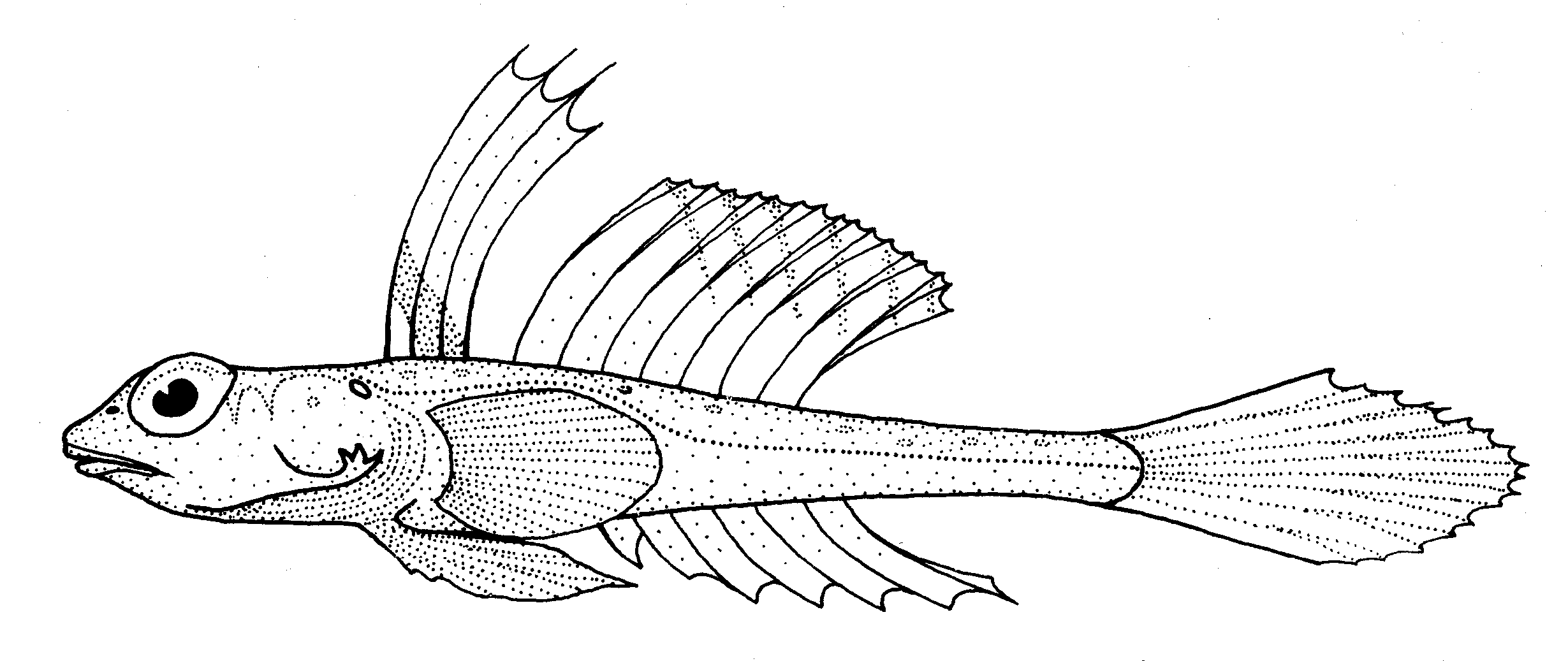
Foetorepus phasis
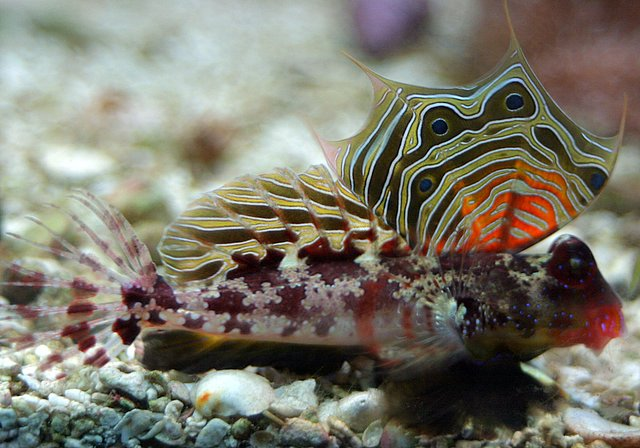
Mascle de Synchiropus ocellatus
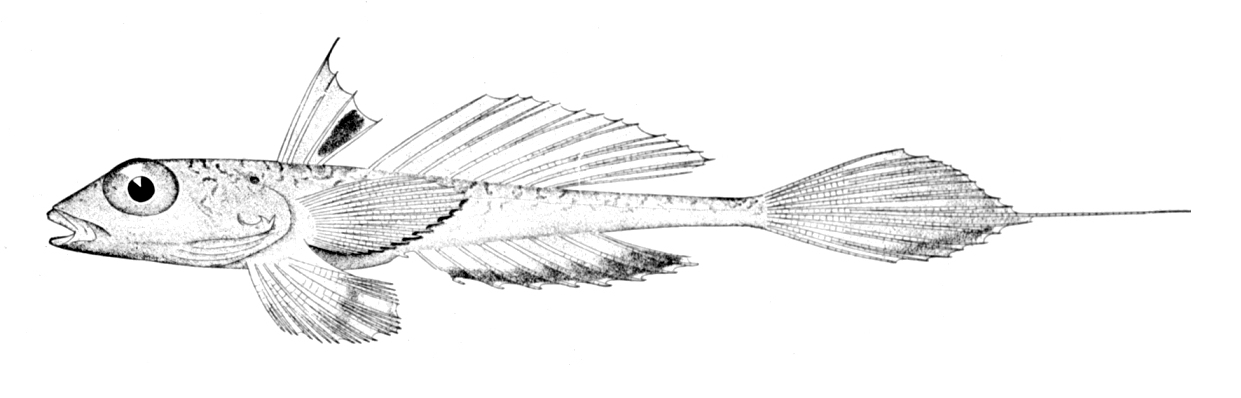
Foetorepus agassizii